# Pforzheim
Pforzheim là một thành phố tại bang Baden-Württemberg, nước Đức. Thành phố này có diện tích 98,03 km2, dân số cuối năm 2006 là 119.156 người. Thành phố toạ lạc tại cổng Rừng Đen. Thành phố nổi tiếng với nghề kim hoàn và sản xuất đồng hồ. Thành phố nằm giữa Stuttgart và Karlsruhe, tại nơi hợp lưu của sông Enz, Nagold và Würm) và đánh dấu biên giới giữa Baden và Württemberg.
Thành phố Pforzheim không thuộc huyện Enz dù huyện này bao quanh.